# Mathematische Kartographie
Mathematische Kartografie wird als Sammelbegriff für die Kartenentwurfslehre und andere mathematische Methoden der Kartografie verwendet. In Fachliteratur aus dem ehemaligen Ostblock bedeutet der Begriff ausschließlich  Kartennetzentwurfslehre.